# Вольный имперский город Ахен
Вольный имперский город Ахен, также известный под французским названием Экс-ла-Шапель, являлся вольным имперским городом и курортом Священной Римской империи. Расположен западнее Кёльна и юго-восточнее исторической территории Нидерландов, в Вестфальском круге. Паломничество, коронации императоров Священной Римской империи, процветающая промышленность и привилегии, предоставленные различными императорами, сделали его одним из самых процветающих городов Священной Римской империи.. И лишь с XVI века Ахен теряет своё политическое и экономическое значение.

## История
В 1166 году Ахен получил имперский статус и был объявлен императором Фридрихом I Барбаросса Вольным имперским городом Священной Римской империи. Вплоть до 1346 года он оставался также официальной столицей последней. Восстание 1450 года привело к получению гильдиями доли в местном самоуправлении. В XVI веке значение и процветание Ахена начали снижаться. Причину этого Британника видит в том, что город находился слишком близко к границам Франции, чтобы быть безопасным и окраинность по отношению к остальным землям Священной Римской Империи, чтобы быть удобным в качестве столицы.. Большая Советская энциклопедия причиной упадка считала религиозный фактор. 
С 813 года до 1513 года в Ахене короновались правители Германии. В 1562 году во Франкфурте состоялись выборы и коронация императора Священной Римской империи Максимилиана II. Новая традиция просуществовала до распада Священной Римской империи. Реформация принесла Ахену дополнительные трудности. В 1580 году протестанты взяли верх из-за чего в 1598 году архиепископом-курфюрстом Кёльна Эрнестом Баварским на город была наложена Имперская опала. Религиозный кризис привел к новой имперской опале, наложенной в 1613 году императором Матиасом, а в 1614 году испанская армия Амброджо Спинола вернула непокорный город в католическую лигу. В 1656 году сильный пожар уничтожил 4000 домов. Это бедствие завершило крах, начатый Тридцатилетней войной.
В Ахене состоялось несколько мирных конференций, окончивших Деволюционную войну и Войну за австрийское наследство. По первому Ахенскому миру от 2 мая 1668 года, Тройственный союз, между Англией, Республикой Соединённых провинций и Швецией, заставил Людовика XIV, короля Франции, завершить деволюционную войну против южных Нидерландов. Договор вынудил Людовика восстановить графство Бургундия, которое он завоевал, и довольствоваться владением двенадцатью фламандскими крепостями. Второй Ахенский мир от 18 октября 1748 года положил конец войне за австрийское наследство. По условиям Люневильского мира, Ахен был включен в Первую Французскую республику в качестве центрального города в Рурского департамента. Позже Венский конгресс передал Ахен Прусскому королевству.